# Bovernier
Bovernier (en alemán Birnier) es una comuna suiza del cantón del Valais, situada en el distrito de Martigny. Limita al norte con las comunas de Martigny y Vollèges, al este con Sembrancher, al sur con Orsières, y al oeste con Martigny-Combe.